# 冥冥之中
《冥冥之中》（英語：Inevitable）是由香港MakerVille製作的懸疑電視劇，由栢天男、郭羨妮及劉心悠領銜主演，並由潘燦良、蘇志威、王維、袁綺雯、李天翔、吳啟洋及陳嘉倩聯合演出，講述一間以連鎖效應死亡事件來平衡人口數量的公司所發生的故事，為《ViuTV 2022》節目巡禮之一。此劇由2022年5月30日至7月8日逢星期一至五21:30－22:30於ViuTV首播，並由「AEON信貸財務」冠名贊助，製作特輯《冥冥之中製作特輯︰意料之外》於2022年5月28日21:30－21:45播出。

## 演員表

### 冥冥之中　壹 （第1-10集）

#### 「舊世界」/「現世界」
- 於第1集中首度提及的世界。

##### 人口控制公司
- 蘇麗珍為人口控制公司行政總裁，於第21集被李心兒取代，於第26集被彭森取代。
- 公司任務由公司員工親自執行。

| 演員        | 角色                  | 備註 |
| 潘燦良/呂熙 | 大長老                | 「舊世界」/「現世界」的死神 蘇麗珍之舊情人，於1943年相識，於當年因自己不辭而別而與其分開，後於第30集與其復合並向其求婚 秦映芳之上司 於第1集（實際為第26集）提及一年後殺害李心兒 於第24集重遇蘇麗珍，但其不知道 於第25集利用莫雪製造交通意外殺死何寶玲 於第28集將另一維度的彭正帶回舊世界，讓其殺死彭家明 於第30集殺死石東和明望，因為在決戰中看到彭森的決心，而不再強迫在「舊世界」/「現世界」做大長老，並將彭森送往「第二維度」 |
| 郭羨妮      | 某維度的大長老/蘇麗珍 | 於第30集命令手下殺死蘇麗珍並偽裝為其，並獲得「舊世界」/「現世界」的大長老的信任 同集先以某維度的馮晴晴作為要脅志強成為香港辦事處的總裁 |
| 陳桂芬      | 秦映芳                | 秦總、師父（明望、石東、張嫣尊稱） 人口控制公司長老之一 明望及石東之師父 於第26集為推動滅世，自殺並嫁禍予彭森，偽裝成其謀殺自己 |
| 王 維       | 明 望                 | 明總 人口控制公司特使，協助執行「滅世」 原本於第22集在「第二個異世界」被黎秋男殺死，在第24集因彭森「撥亂反正」，回到未被殺死的「舊世界」/「現世界」 於第30集在與大長老決戰時和石東一同被殺死 |
| 蘇志威      | 石 東                 | 人口控制公司特使 於第30集在與大長老決戰時和明望一同被殺死 |
| 馮熙庭      | 張 嫣                 | 人口控制公司特使，於第19集入職 於第27集被黑信封連同腹中的孩子一同殺死 |
| 栢天男      | 彭 森                 | Sam 人口控制公司組長，於第19集申請成為特使，於第21集正式當選，於第26集成為行政總裁，同集被解僱 希望查出妻子死亡的真相 顧曼楨丈夫，彭家明之父 後成為李心兒丈夫 於第1集（實際為第26集）提及一年後因李心兒死亡而開槍自殺 於第4集發現「易世界」的彭家明 於第4集因過於思念去世的太太，請求李心兒協助自殺，於第5集被其拒絕 於第5集被停職 於第6集被交代和何寶玲及志強把馮晴晴置於假死狀態避開黑信封任務 於第15集穿越至「易世界」，後於第18集保留「易世界」之記憶穿越至「舊世界」/「現世界」，並殺死何志武 於第19集為梁祖兒進行人工受孕，補償其小產的嬰兒並借此作為把柄，引導其說出莫雪之下落 於第26集被嫁禍為殺害秦映芳兇手以推動滅世，同集因李心兒之死成為新任人口控制公司行政總裁 於第30集在決戰大長老時因為拒絕做大長老而被大長老送往「第二維度」 |
| 郭羨妮      | 蘇麗珍                | 蘇姑娘、麗珍（大長老專稱） 人口控制公司行政總裁，於第21集退休辭職 已存活於地球逾百年 黎小軍之母 李心兒之家婆 春生之嫲嫲 黎秋男之太嫲 大長老之情人，於1943年相識，後因其不辭而別而分開，最後於第30集與其復合並接受其求婚 喜歡吃辣蟹 於第1集向彭森、何寶玲和李心兒表示有退休打算，並將在三人之中選出一人晉升其位 於第2集告知各組長公司將會對他們進行各種測驗以決定誰能繼任自己的位 於第3集邀請各組長到警署錄口供以對他們進行測驗 於第3集起入侵李心兒的手機，於同集更因而使一名退伍日軍自殺身亡，最後於第4集被李心兒識穿 於第5集告知彭森、寶玲需即時停職以調查10年前馮晴晴一案，後於第7集查明當年馮晴晴一案與兩人無關而將他們復職 於第6集給予李心兒紅信封任務槍殺馮晴晴 於第7集被黎秋男跟蹤 於第8集告知李心兒黎小軍的死訊 於第8、9集要求並警告黎秋男不要騷擾李心兒不果 於第10集被李琪、何志武、丘健邦、許志強因不同原因聯合起來追殺，最後被李琪、丘健邦刺死，導致舊世界變異 於第14集提及在2003年剛擢升彭森為組長 於第18集因「易世界」之撥亂反正而復活，同集被彭森請求協助其申請升任特使一職 於第19集與黎秋男對質，後掌摑其 於第20集宣佈將由李心兒接任其位置 於第21集正式退休，同集再度憶起1943年與大長老的一段情 於第24集隨黎秋男經歷第二次異世界後性格有所改變而與其和好；同集被方長老所派的手下跟蹤及企圖刺殺；後及時重遇並獲得大長老所救而脱險，但不知其身份，後於第27集交代已得知 於第25集被大長老以主動出擊尋找兇手之名與其遊覽香港並約會，後於同集暗示心中仍想念大長老 於第27集被方長老脅持，後被大長老用餐刀捅傷，最後被其用續命水救回，同集告知其由殺死李心兒一刻開始便再沒有可能復合 於第28集誤以為大長老一直跟蹤自己而遷怒於其 於第29集與大長老觀看相識近100年的第一套電影 於第30集因大長老終於放過彭森並將之送往第二維度而重新接納並正式與其復合及接受其求婚，後於同集被某維度的大長老的手下刺死，身份被某維度的大長老取代 |
| 劉心悠      | 李心兒                | 人口控制公司組長，於第21集成為行政總裁，後辭職 新加坡人 蘇麗珍的媳婦，黎小軍之妻 後成為彭森之妻 於第1集（實際為第26集）提及一年後被大長老殺死 於第6集收到紅信封任務，於第7集執行其槍殺馮晴晴 於第9集原因找到已逝丈夫而打算辭職，於第10集取消離職打算 於第20集被何寶玲指派的人奪去續命水，並在第21集被其殺死 於第24集因彭森於「第二個異世界」「撥亂反正」，令石東得以回到「舊世界」/「現世界」及時為其擋下何寶玲的襲擊，而存活 於第26集試圖以死觸發「蝴蝶效應」阻止滅世，但因被大長老當場殺死並解僱而無效 |
| 袁綺雯      | 何寶玲                | 人口控制公司組長 莫雪之母，單親家長，因丈夫外遇而維持分居狀態，至第5集正式簽署文件離婚 於第2集得知蘇麗珍有意擢升老徐為代理組長，而設計意外把其剷除 於第3集被祖兒以懷孕為由請求和莫成離婚，但拒絕其 曾企圖謀殺祖兒，被彭森阻止 於第5集被停職 於第6集被交代曾和志強和彭森合謀把馮晴晴置於假死狀態避過黑信封任務 為拯救莫雪而於第20和21集分別設法奪去李心兒升職獲得的續命水和殺死李心兒 於第25集因謀殺李心兒，在「撥亂反正」下被交通意外殺死 |
| 李天翔      | 許志強                | Wilson 殯儀從業員、人口控制公司前組長 馮晴晴之情人 曾試圖拯救母親於人口控制公司所製造的意外但不果 於第6集被交代曾和何寶玲及彭森合謀把馮晴晴置於假死狀態避過黑信封任務，事成後把晴晴送到台灣避禍 於第8集被李琪聯絡詢問消除黑信封方法，聯合其於第10集謀殺蘇麗珍，並著其聯合其他人進行謀殺計劃 被某維度的大長老要脅成為香港辨事處的總裁，而為了某維度的馮晴晴答應該條件 |
| 吳啟洋      | 彭家明                | 「另一維度」的彭家明，1984年生 人口控制公司新入職職員，於第18集入職 黎秋男之兒時玩伴，因她縱火燒毀孤兒院而穿越至「舊世界」/「現世界」 於第19集起被彭森收留 參見「另一世界」 於第29集因保護彭正而被殺死 |
| 陳嘉倩      | 黎秋男                | Rachel 蘇麗珍的曾孫女，黎小軍的孫女 兒時被為人口控制公司服務的父親實行人體實驗研究維度穿越，獲得多個世界記憶。但因而濟留於「另一維度」一段時間 人口控制公司新入職職員，於第18集入職 剩下半年生命 彭家明的兒時玩伴，由黎秋男意外帶至「舊世界」/「現世界」 於第9集起以黎小軍之下落要脅李心兒協助自己入職人口控制公司，以取得續命水 參見「另一世界」 於第29集因彭家明及彭正的死而跳樓自殺 |
| 唐浩然      | 彭正                  | 「另一維度」的彭正 於第29集因殺死小白的爸爸而被小白誤殺 |
| 伍詠詩      | 小 白                 | 因為不想重蹈覆轍殺死彭正而決定幫助秋男和家明 於第29集誤殺彭正 |
| 蔡宛珊      | 明太                  | 明總的妻子 在「另一異世界」中因明仔的死與明總決裂 於第28集想與明總復合 於第29集被明總送往國外以保平安 |
| 岑樂怡      | 李 琪                 | 人口控制公司新入職職員 彭森之下屬 成旭之女友 於第4集訛稱朋友Carrie有孕要陪同其往醫院墮胎，實為懷有成旭骨肉，獨自前往醫院墮胎，後向成旭坦白 於第6集開始試圖以向李富豪透露黑信封內容協助他避開意外換取金錢 於第7集證實再次懷孕 於第8集為協助李富商，找到志強詢問消除黑信封方法，聯合其於第10集謀殺蘇麗珍 於第9集聯合丘健邦和何志武，在第10集謀殺蘇麗珍 於第18集因「易世界」之撥亂反正而人間蒸發 |
| 林 善       | 何志武                | 人口控制公司新入職職員 彭森下屬 對工作感到厭惡，嘗試拒絕執行任務但不果 於第6集正式和子穎發展為情侶關係，於第7集分手，再於第8集復合 於第9集為拯救劉子穎免於被黑信封殺害，聯合李琪及丘健邦於第10集謀殺蘇麗珍 於第18集被彭森殺害 |
| 陳偉洪      | 丘健邦（主人格）      | 人口控制公司新入職職員 患有人格分裂，主人格為弟，副人格為兄 子健、美樂、家希、技安、雞良和毛倫之中學同學，因雞良的死而和大家疏遠，後在第5集向美樂透露當年偷技安錢者並非雞良，而是自己 於第4至5集因接連執行任務害死技安、子健，向代替被停職的何寶玲執行職務的李心兒提出請辭被拒，改為休假 副人格於第8集開始取代主人格，同集控制丘健邦執行黑信封任務製造車禍殺死美樂 於第9集為避免自己被黑信封殺害，聯合李琪及何志武於第10集謀殺蘇麗珍 於第18集因「易世界」之撥亂反正而人間蒸發 |
| 駱振偉      | 丘健威（副人格）      | 人口控制公司新入職職員 患有人格分裂，主人格為弟，副人格為兄 子健、美樂、家希、技安、雞良和毛倫之中學同學，因雞良的死而和大家疏遠，後在第5集向美樂透露當年偷技安錢者並非雞良，而是自己 於第4至5集因接連執行任務害死技安、子健，向代替被停職的何寶玲執行職務的李心兒提出請辭被拒，改為休假 副人格於第8集開始取代主人格，同集控制丘健邦執行黑信封任務製造車禍殺死美樂 於第9集為避免自己被黑信封殺害，聯合李琪及何志武於第10集謀殺蘇麗珍 於第18集因「易世界」之撥亂反正而人間蒸發 |
| 劉 江       | 劉 伯                 | 阿劉 劉子珊、劉子穎之祖父 前人口控制公司職員 在第8集向何志武透露，只有殺死蘇麗珍才可讓子穎免於黑信封任務的殺害，令何志武開始對蘇麗珍動殺心 |
| 阮德鏘      | 老 徐                 | 人口控制公司職員，寶玲之下屬 於第2集被寶玲所製造的意外殺死 |
| 李昭南      | 馬 莉                 | 人口控制公司接待員 |
| 白健恩      | 馬 文                 | 人口控制公司職員 |
| 陳綺雯      | 子 欣                 | 人口控制公司職員 |
| 李亦喬      | 希 蓮                 | 人口控制公司職員 |
| 陳思齊      | 詠 賢                 | 人口控制公司職員 |
| 陳郁憲      | 國 賓                 | 人口控制公司職員 |
| 虞逸峯      | Tony                  | 人口控制公司職員 |
| 陳 嫣       | Ella                  | 人口控制公司職員 |
| 梁偉家      |                       | 離職同事 |

##### 其他角色
| 演員        | 角色        | 備註 |
| 不適用      | 彭家明      | 「舊世界」/「現世界」的彭森之子 夭折而未能出生的嬰兒 |
| 吳啟洋      | 彭家明      | 「易世界」的彭森之子，1997年生，有預知意外的能力 於第2集（實際為第17集）在「易世界」用「莫莉奈斯」自殺死亡後穿越至「舊世界」/「現世界」並失憶（但保有「易世界」的部分記憶），被李牧師收留 於第3集李牧師身故後被Bee收留 於第4集試圖潛入人口控制公司尋找記憶時，被「舊世界」/「現世界」的彭森發現 於第8集救走媚媚，因而在第9集被九紋龍殺死 參見「易世界」 |
| 王頌茵      | 劉子穎      | 護士 劉伯之幼孫女 劉子珊之妹 閱讀劉子珊的日記了解其生活，以她為榜樣生活，成為護士 於第6集正式和志武發展為情侶，後於第7集分手，再於第8集復合 於第8集起被人口控制公司定為目標 |
| 詹朗林      | 成 旭       | 保安 李琪之男友 |
| 張滿源      | 莫 成       | 莫雪之父 何寶玲丈夫，有外遇，和其分居中 |
| 羅沛琪      | 梁祖兒      | 莫成外遇對象 孤兒 於第3集懷孕，請求何寶玲和莫成離婚，但被拒絕 於第4集險被何寶玲謀殺，同集被其撞見和前男友復合 於第9集意外在家跌倒流產，憤而於第10集綁架莫雪 於第19集被彭森設法為其秘密安排人工受孕，補償其小產的嬰兒，並以此為把柄引導其說出莫雪下落 |
| 余逸思      | 劉子珊      | 護士 劉伯之大孫女 劉子穎之姐 已去世 |
| 伍詠詩      | 小 白       | Lily 騙徒，與黎秋男一樣，兒時被人口控制公司拐走進行人體實驗研究維度穿越，獲得多個世界記憶。但因而濟留於「另一世界」一段時間 參見「另一世界」 |
| 余均偉      |             | 工廠大廈保安 |
| 鄧雅熒      | 露 絲       | 被竹棚壓死的女子 |
| 許文清      | Joyce       | 撞車女子 |
| 陳俞希      | Hailey      | 跳樓女子 |
| 林景弘      | Kelvin      | 跳樓女子丈夫 |
| 黃根鳴      | 高先生      | |
| 明德豐      |             | 醫生 |
| 趙伊禕      | 顧曼楨      | 彭森的妻子 彭家明之母 生日為10月1日 2003年因車禍身亡 |
| 彭美嫦      |             | 坐輪椅婆婆 |
| 潘彩鳯      |             | 志強媽媽 於第1集被志強嘗試運離老人院避開人口控制公司所製造的意外，但仍躲不過交通意外身亡 |
| 朱家愛      | 莫 雪       | 何寶玲和莫成所生之女，患有自閉症 何寶玲和莫成分居後和母親居住 於第10集被梁祖兒綁架，於第19集獲救 於第21集被交代在滅世中喪生 |
| 楊瑞麟      | 李牧師      | 於第2集收留失憶的彭家明，同集被落窗砸死 |
| 麥麗怡      | 小 英       | |
| 萬嘉慧      | 小 月       | |
| 韓 源       |             | 蒙面賊 |
| 陳佩思      | Jenny       | |
| 黃耀文      | 衛 國       | |
| 梁嘉熊      |             | 吸毒者 |
| 陳安立      | 子 健       | 社團人士 丘健邦的中學同學 於第5集的黑幫鬥毆中被反傷大動脈失血過多而死 |
| 張沛樂      | 何美樂      | 丘健邦的中學同學，暗戀其 於第5集被丘健邦在副人格控制下約見，後透露當年目睹丘健邦偷錢，但出於暗戀其隱瞞此事 於第8集被丘健邦在副人格主宰下執行黑信封任務製造車禍殺死 |
| 李建邦      | 技 安       | 丘健邦的中學同學 在第4集被由丘健邦執行的任務所製造的車禍殺死 |
| 黃得生      | 毛 倫       | 丘健邦的中學同學 保險經紀，在第5集被由丘健邦執行的任務所製造的車禍殺死 |
| 張敬仁      | 家 希       | 育有一子 丘健邦的中學同學 於第6集承認當年因被雞良強姦，誣衊他偷技安金錢，最終逼迫他跳樓自殺，並和其他人作假口供 於第7集橫過馬路截的士時被客貨車撞死 |
| 黃奕晨      | 雞 良       | 丘健邦、子健、美樂、家希、技安和毛倫的同學 於中學時被指控偷錢而自殺身亡，令上述眾人關係疏遠 |
| 李忠希      | Ken         | 莫成和寶玲的朋友，未知二人已分居，邀請他們出席自己婚宴 |
| 陳穎妍      | Sandy       | 莫成和寶玲的朋友，未知二人已分居，邀請他們出席自己婚宴 |
| 陳志超      |             | 警員 |
| 丘翊鵬      | 入 樽       | 尋人密探，受李心兒所託尋找其丈夫 |
| 馮挺然      | 黎小軍      | 蘇麗珍之子，李心兒之夫，黎秋男的爺爺 於第8集被交代在執行黑信封任務時把續命機會給了原本要被黑信封任務殺害的李心兒，令其續命，遺體最終於北方的亂葬崗被發現 |
| 梁嘉雯      | 淑 賢       | |
| 林偉年      | 鐵 頭       | |
| 潘煜臻      |             | 家希兒子 |
| 朱晉傑      | 志 雄       | |
| 張文傑      | 九紋龍      | 社團人士，控制多個性交易場所 於第9集殺死救走了媚媚的Bee和彭家明 |
| 陳宇庭      |             | 九紋龍手下 |
| 馮永然      |             | 九紋龍手下 |
| 劉朝健      | Bee         | 於第3集起收留家明 於第9集被九紋龍殺死 |
| 李曼筠      | 媚 媚       | 新來港女子，因父親欠債加上需要為生而從事性行業 於第8集被彭家明救走，第9集因在內地獲得接濟而離開香港 |
| 曾贊學      | Louis       | 梁祖兒前男友 |
| 陳俊峰      |             | 子健夜店睇場 |
| 周嘉豪      | 哈 哥       | |
| 蔡寶欣      | June        | 李琪朋友 |
| 河美琪      | Apple       | 李琪朋友 |
| 梁家怡      |             | 李琪朋友 |
| 顏子菲      | 小 慧       | 咖啡店店長 追求彭森，於第9集交代追求他的原因是因為在夢中相見（實為「易世界」的記憶） |
| 梁又仟      | 馮晴晴      | 志強的情人，但後來被送到台灣避開黑信封任務，於當地和他人訂婚 於第6集來港告知志強婚訊，但在第7集臨行返台前被李心兒槍殺 |
| 劉少君      | 李富豪      | 於第6集被李琪拯救後，和她維持線人關係，以金錢交換黑信封情報以避開致命意外 |
| 楊依依      |             | 何志武婆婆，於第6集被落窗砸死 |
| 黎曉怡      |             | 護士 |
| 林子幸      | 建 國       | |
| 繆思勤      |             | 婚紗店店員 |
| 陳曉瑜      |             | 時裝店店員 |
| 麥德羅      | 九 叔       | 的士司機 |
| One Promise | One Promise | 知名樂隊 於第26集協助彭森等人揭發滅世計劃（客串演出） |
| 享樂團      |             | 知名樂隊 於第26集協助彭森等人揭發滅世計劃（客串演出） |

### 冥冥之中　貳 （第10-21集）

#### 「易世界」
- 於第10集首度提及的世界，別名「異世界」。
- 蘇麗珍死亡所產生的異世界。

##### 人口控制公司
- 明總為人口控制公司行政總裁。
- 公司任務部分改為外判制。

| 演員   | 角色   | 備註 |
| 馮熙庭 | 張 嫣  | 人口控制公司特使，第15集起入職 兼職投資顧問 擁有多個世界的記憶，曾多次續命 於第16集起因總公司的秘密任務而與吳教授交往，並考慮辭職與吳教授渡過一生 於第17集因揭發吳教授做假藥遭其綁架，因石東及彭森捨身相救而原諒二人在其他世界的所作所為 參見「另一異世界」                                                                                                |
| 蘇志威 | 石 東  | 人口控制公司特使 擁有多個世界的記憶，曾多次續命 參見「另一異世界」 |
| 王 維  | 明 望  | 人口控制公司行政總裁 打算在Sandy、Jenny、馬文當中選出一人調職至新加坡 |
| 栢天男 | 彭 森  | 「舊世界」的Sam 人口控制公司組長，第16集起入職 於第15集因「易世界」的彭森目睹顧曼楨車禍而死，覺醒了「舊世界」/「現世界」的自己的記憶而取代了「易世界」的彭森，同集意外得知「易世界」的蘇麗珍早已死於日佔時期的事實 於第18集因二次覺醒，獲得「易世界」的彭森之記憶，同集穿越至「舊世界」/「現世界」（但保有「易世界」之所有記憶） 參見「舊世界」/「現世界」 |
| 陳穎妍 | Sandy  | 人口控制公司組長 被Jenny指控介入其婚姻而互相不和 於第14集被Jenny發現懷有其夫Ken之骨肉而打算墮胎，以她的名義取消墮胎手術 於第13集向明總提出調職意欲，但在第14集被Jenny捷足先登遞交申請 |
| 陳佩思 | Jenny  | 人口控制公司組長，於第14集調職離開 彭森之舊同學，曾暗戀其 指控Sandy介入其婚姻而互相不和 於第14集以Sandy名義取消墮胎手術，同集先於其向明總主動提出並申請調往新加坡分公司而離開 |
| 白健恩 | 馬 文  | 人口控制公司組長 |
| 吳啟洋 | 彭家明 | 人口控制公司新入職職員 彭森和李心兒之親生子、顧曼楨繼子 劉子珊之男友 於第12集拜明總為師 於第15集在不知情情況下執行黑信封任務製造車禍殺死顧曼楨 於第17集為保護彭森使用「莫莉奈斯」自殺，回到第2集時間點 |
| 陳俞希 | Hailey | 人口控制公司新入職職員，實為臥底 高先生之線人 孤兒，曾有一弟，為調查其死因而加入人口控制公司 於第15集綁架明仔以威脅明總自殺，但因Kelvin阻止其並奪刀自殘而打消念頭，並向明總請辭。但被拒。同集亦接受Kelvin之表白成為其女友 |
| 林景弘 | Kelvin | 人口控制公司新入職職員，實為臥底 高先生之線人 高先生兒子的朋友，為調查其死因而加入人口控制公司 於第15集為阻止Hailey傷害明仔及明總而奪刀自殘，同集向Hailey表白被接受 |
| 劉朝健 | Bee    | 人口控制公司職員 |
| 許文清 | Joyce  | 人口控制公司職員 |
| 劉 江  | 劉 伯  | 阿劉 前人口控制公司職員 劉子珊、劉子穎之祖父 明總之師父 |
| 鄧雅熒 | 露 絲  | 人口控制公司接待員 |

##### 玩具公司
| 演員   | 角色   | 備註 |
| 顏子菲 | 小 慧  | Michelle 玩具公司主管，已婚 對彭森有好感 |
| 栢天男 | 彭 森  | 「易世界」的Sam 玩具公司組長，負責內銷及內地市場 彭家明之父 顧曼楨之男友，於第13集向其求婚成為其夫 於第15集因目睹顧曼楨之死，受到創傷而觸發「舊世界」/「現世界」的記憶，導致「舊世界」/「現世界」的自己取代了「易世界」的自己        |
| 袁綺雯 | 何寶玲 | 玩具公司組長，負責出口 莫雪之母 |
| 岑樂怡 | 李 琪  | Kiki 玩具公司新入職職員 成旭之女友，有孕 於第10集發現成旭可能有外遇，決定墮胎 於第11集險遭死於醫療事故，後放棄墮胎而逃過一劫 於第13集撞見成旭外遇，但啞忍並繼續與成旭成婚，最終在出嫁日因車禍一同死亡                                |
| 林 善  | 何志武 | 玩具公司新入職職員 劉子穎之男友，後成為未婚夫 於第11集險遭被失控客貨車撞中，後逃過一劫 於第14集被彭家明預知其會因劉子穎之死自殺身亡 於第18集被彭森誘導殺害劉子穎使該世界回復到蘇麗珍沒有死前「舊世界」/「現世界」                    |
| 駱振偉 | 丘健威 | 玩具公司職員 擁有「舊世界」的記憶 丘健邦之兄 子健、毛倫、技安、雞良、美樂之好友 於第11集險遭被落下的招牌砸中，逃過一劫 於第16集得知自己在「舊世界」/「現世界」不存在，為弟弟的虛構人格後，為避免丘健邦被黑信封殺死而在第17集跳樓自盡 |
| 陳偉洪 | 丘健邦 | 玩具公司新入職職員 丘健威之弟 於第17集得知丘健威和彭森見面後聽信了其有關舊世界的說辭後自盡，打算向彭森尋仇，但在刺殺其前被警察擊斃                                                                                                   |
| 李昭南 | 馬 莉  | 玩具公司接待員 |
| 陳綺雯 | 子 欣  | 玩具公司職員 |
| 李亦喬 | 希 蓮  | 玩具公司職員 |
| 陳思齊 | 詠 賢  | 玩具公司職員 |
| 陳郁憲 | 國 賓  | 玩具公司職員 |
| 虞逸峯 | Tony   | 玩具公司職員 |
| 陳 嫣  | Ella   | 玩具公司職員 |

##### 其他角色
| 演員   | 角色    | 備註 |
| 劉心悠 | 李心兒  | 彭森的已逝妻子、彭家明生母 生日為10月1日 |
| 郭羨妮 | 蘇麗珍  | 抗日大隊長 於第15集被提及被3名漢奸（岑樂怡、林善、陳偉洪飾演）刺殺身亡（僅以圖片形式出現） |
| 李天翔 | 許志強  | Wilson 民宿老闆 馮晴晴之夫 現居於台南 |
| 王頌茵 | 劉子穎  | 甜品師 劉伯之幼孫女 劉子珊之妹 何志武之女友 於第13集成為彭家明所執行的紅信封任務的目標，原定要被殺死。但因任務失敗，被William襲擊並性侵，成為植物人 於第18集被何志武拔除維生裝置殺死                          |
| 余逸思 | 劉子珊  | 護士 劉伯之大孫女 劉子穎之姐 彭家明之女友 於第15集被彭家明預知其會被他人掐死 於第17集被交代因妹妹的慘案而成為連環殺人狂，殺害侵犯醉酒女子之男士 於第18集被William趁其酒醉企圖性侵，因反抗而被掐死後再性侵得逞 |
| 詹朗林 | 成 旭   | 保安 李琪之男友，有外遇 於第13集與李琪成婚因車禍一同死亡 |
| 趙伊禕 | 顧曼楨  | 咖啡店店長 彭森之女友，於第13集答應其求婚成為其妻，因而成為彭家明繼母 於第15集成為彭家明所執行的黑信封任務的目標，於車禍中死亡                                                                                |
| 李曼筠 | 媚 媚   | 咖啡店職員 於第17集與彭家明相認 |
| 梁又仟 | 馮晴晴  | 民宿老闆 志強之妻 現居於台南 患有癌症，剩下3個月生命 |
| 陳安立 | 子 健   | 丘健威之好友 於第14集承認雞良之死並非意外，是自己和技安及毛倫合謀把他推下樓殺死。同集因被雞良父親得知其為兇手而尋仇刺殺                                                                                       |
| 李建邦 | 技 安   | 丘健威之好友 於第13集被貨車尾板砸死 |
| 黃得生 | 毛 倫   | 丘健威之好友 於第13集因雞良之死精神失常，衝出馬路被車撞死 |
| 張敬仁 | 家 希   | 丘健威之好友 於第12集把被雞良強姦勒索一事告知其他人，導致其他人和雞良爭執，間接造成墮樓意外 於第15集因被雞良拍下的裸照被彭家明執行黑信封任務公開，刺激過度而自殺身亡                                          |
| 黃奕晨 | 雞 良   | 丘健威之好友 於第10集因虧空公司二十萬下打算跳樓自殺，後向丘健威等好友求助，因態度問題而不果 於第12集因在天台勒索家希而與眾人爭論，後踩中家明先前執行黑信封任務時塗抹在壆位的潤滑劑，失足墮樓身亡              |
| 張沛樂 | 何美樂  | 美樂 保險經紀，已婚 丘健威之好友，互有好感 於第12集被丘氏兄弟逼迫交代雞良墮樓案的真相 於第16集被精神病人失控殺死                                                                                              |
| 蔡寶欣 | June    | 李琪之好友 成旭之外遇對象 於第13集被李琪發現 |
| 楊依依 |         | 何志武婆婆，一次買菜時中風後居於護養院 於第18集因本應不存在於「舊世界」/「現世界」而被彭森殺害 |
| 麥麗怡 |         | 廣告內情侶 |
| 梁家榗 |         | 廣告內情侶 |
| 葉芷如 | 素 青   | 彭家明之舊同學 2016年分娩 |
| 萬嘉慧 |         | 廣告內少女 |
| 黎曉怡 |         | 護士 |
| 明德豐 |         | 醫生 |
| 張文傑 | 九紋龍  | |
| 計祥龍 | 金 爺   | |
| 卓 躒  | 小 郭   | |
| 劉少君 | 李富豪  | |
| 蒙鞍衡 |         | 總公司職員 |
| 黃根鳴 | 高先生  | 富豪，因兒子之死而開始代其行善 委託Kelvin及Hailey調查人口控制公司之內幕，在第13集和明總見面後終止調查 |
| 徐綽恩 |         | 死神之妹，死神親眼看着最後被賣及吃掉 |
| 楊鴻俊 | William | 酒吧店員，連環姦殺案兇手。重傷劉子穎及殺害劉子珊 |
| 李 健  |         | 富豪，高先生的朋友 |
| 馮康寧 |         | 富豪，高先生的朋友 |
| 彭卓彥 |         | 送水工人 |
| 劉家豪 | 明 仔   | 明總兒子 |
| 蔡宛珊 | 明 太   | 明總妻子 |
| 鄒仲賢 |         | 酒店睇場 |
| 李忠希 | Ken     | Jenny丈夫 |
| 楊瑞麟 | 李牧師  | |
| 繆思勤 |         | 婚紗店店員 |
| 童愛喬 |         | 婚紗店店長 |
| 黃可兒 |         | 婚禮策劃師 |
| 河美琪 | Apple   | 李琪朋友 |
| 梁家怡 |         | 李琪朋友 |

#### 「另一異世界」
- 於第11集中首度提及的世界。
- 此為石東及張嫣之原生時空。
- 人口控制公司總裁行政總裁不明。

##### 人口控制公司
| 演員   | 角色  | 備註 |
| 王 維  | 明 望 | 人口控制公司組長 於第11集中被提及曾育有一子明仔，因黑信封的影響使其子遇害。並希望石東及彭森二人當上特使後不於其他時空提及其子的存在                                                                                         |
| 蘇志威 | 石 東 | 石特使 人口控制公司組長，後成為特使 張嫣之前夫 |
| 栢天男 | 彭 森 | Sam 人口控制公司組長 於第15集中被提及為執行紅信封任務殺害張嫣之父 |
| 馮熙庭 | 張 嫣 | Ophelia、張特使（公司職員稱呼）、Lady Cheung（對明總要求之稱呼） 人口控制公司高級職員，後成為特使 石東之前妻 於第15集中被提及其父因紅信封任務被彭森殺害，因石東保護彭森之態度而與石東及彭森二人決裂，後在「易世界」原諒二人 |
| 蔡宛珊 | 明太  | 明總的妻子 曾和明總養育一子 |

##### 其他角色
| 演員   | 角色  | 備註                              |
| 劉家豪 | 明 仔 | 明總兒子 2010年因黑信封影響而遇害 |

### 冥冥之中　叁 （第21集-第24集）

#### 聖伯德孤兒院
- 原為孤兒院，因大火燒毀而已荒廢。（實為被黎秋男縱火燒毀）

| 演員   | 角色   | 備註 |
|        | 彭家明 | 「另一世界」的孤兒 |
|        | 黎秋男 | 「舊世界」的黎秋男，被父親為協助人口控制公司產生特使而進行開腦手術，被隻身送往「另一世界」而被誤當孤兒 聖伯德孤兒院大火的真兇，為回到「舊世界」/「現世界」而縱火，誤把彭家明送到「舊世界」/「現世界」 |
| 伍詠詩 | 小 白  | Lily 「舊世界」/「現世界」的孤兒，和黎秋男同期進行開腦手術被送往另一世界 |

#### 「第二個異世界」

##### 人口控制公司
- 部分部門以慈善機構作掩飾
- 何寶玲為人口控制公司行政總裁
- 心兒死亡所產生的異世界

| 演員   | 角色   | 備註 |
| 潘燦良 | 大長老 | 死神 |
| 王 維  | 明 望  | 人口控制公司特使 因處決彭家明而成為人民英雄 於第22集被小白嫁禍為殺害彭正兇手，令其被黎秋男誤殺                                                                          |
| 馮熙庭 | 張 嫣  | 人口控制公司特使 |
| 栢天男 | 彭 森  | Sam 人口控制公司特使，於第21集復職 因車禍昏迷三年 何寶玲之前男友，莫雪之生父 於第24集協助何寶玲自殺                                                                     |
| 袁綺雯 | 何寶玲 | 人口控制公司行政總裁 彭森之前女友，莫雪之母，單親家長 於第24集因莫雪之慘案受到刺激，請求彭森協助自殺身亡引發蝴蝶效應將世界回復到「舊世界」/「現世界」心兒沒有死前的時空 |
| 蘇志威 | 石 東  | 前人口控制公司特使，於第22集復職成為物流部職員 |

##### 聖伯德孤兒院
- 經由黎秋男及彭家明籌款興建的孤兒院。

| 演員   | 角色   | 備註 |
| 吳啟洋 | 彭家明 | 黎秋男之夫、彭正生父 「第二個異世界」的彭家明 人口控制公司前職員 於第21集被交代被背上「滅世者」之名處決 |
| 陳嘉倩 | 黎秋男 | 「舊世界」/「現世界」的黎秋男 彭家明之妻，彭正生母 人口控制公司前職員 因做過開腦手術，隨舊世界變動來到「第二個異世界」 於第22集誤以為明總殺害彭正，把其殺害 |
| 伍詠詩 | 小 白  | 「舊世界」/「現世界」的Lily 人口控制公司職員，孤兒 和黎秋男同期進行開腦手術並送往「另一世界」，但因黎秋男為回到「舊世界」/「現世界」縱火燒毀孤兒院，使其失去原本快樂安穩的生活而對其懷恨在心 於第22集殺害彭正的真凶，並嫁禍給明總，令其被黎秋男誤殺。同集燒傷其，並被彭森刺傷 |
|        | 彭 正  | 黎秋男及彭家明的親生兒子 於第22集被小白所殺 |

##### 其他角色
| 演員   | 角色   | 備註 |
| 劉心悠 | 李心兒 | 3年前被何寶玲意外撞死                                                                                                   |
| 李天翔 | 許志強 | Wilson 因維護彭家明而被重傷成瘸子 馮晴晴之夫 於第23集因被人口控制公司發現和彭森及石東調查公司而被滅口，骨灰和馮晴晴合葬 |
| 梁又仟 | 馮晴晴 | 志強之妻 曾患有癌症，後死於車禍 於澳門安葬                                                                              |
| 楊顯雪 | 莫 雪  | 何寶玲之女 於第24集在酒吧打工時被人襲擊並性侵，導致精神受創傷。                                                         |

### 冥冥之中　肆 （第24-30集）

#### 「另一維度」

##### 人口控制公司
- 彭正原生的平行時空

| 演員   | 角色 | 備註                                                                                                |
| 唐浩然 | 彭正 | 於第28集因為殺人而被囚禁 被「舊世界」/「現世界」的大長老救出從「另一維度」來到「舊世界」/「現世界」 |
| 高翰文 | 彭森 | 「另一維度」的大長老 於第28集將彭正囚禁起來                                                         |

#### 「第二維度」
- 「舊世界」/「現世界」的大長老將彭森送往的世界
- 該維度的大長老是彭森

| 演員   | 角色    | 備註                                                                                       |
| 栢天男 | 彭 森   | 該維度的大長老 心兒的老公 家明的爸爸 在第30集的最後前往彭嘉鳴身上的座標                    |
| 劉心悠 | 李心兒  | 彭森的妻子                                                                                 |
| 趙伊禕 | 顧曼楨  | 聖伯德小學的教師                                                                           |
| 吳啟洋 | 彭家明  | 彭正的爸爸 秋男的老公 與秋男一同接下了石東和張嫣的餐廳                                     |
| 陳嘉倩 | 黎秋男  | 家明的妻子 與家明一同接下了石東和張嫣的餐廳                                                |
| 蘇志威 | 石 東   | 張嫣的老公 於第30集因為答應張嫣懷孕就帶她去環遊世界因此將餐廳的經營權交給家明和秋男        |
| 馮熙庭 | 張 嫣   | 石東的妻子 於第30集因為懷孕決定與石東環遊世界                                              |
| 袁綺雯 | 何寶玲  | 莫雪之母 莫成的妻子                                                                        |
| 朱家愛 | 莫 雪   | 就讀聖伯德小學 寶玲和莫雪的女兒                                                            |
| 張滿源 | 莫 成   | 莫雪之父 寶玲的老公                                                                        |
| 羅沛琪 | 梁祖兒  | 聖伯德小學的教師 一名男子的妻子一同養育女兒                                                |
| 伍詠詩 | 小 白   | 彭正的姨姨                                                                                 |
| 楊鴻俊 | William | 因非禮別人而被補                                                                           |
| 郭羨妮 | 蘇麗珍  | 老人院的院長                                                                               |
| 劉 江  | 劉 伯   | 老人院的人 子穎和子姍的爺爺                                                                |
| 王頌茵 | 劉子穎  | 劉伯的孫女 志武的女朋友                                                                    |
| 林 善  | 何志武  | 子穎的男朋友                                                                               |
| 余逸思 | 劉子姍  | 劉伯的孫女                                                                                 |
| 張沛樂 | 何美樂  | 健威的上司                                                                                 |
| 陳偉洪 | 丘健邦  | 美樂的下屬                                                                                 |
| 陳安立 | 子 健   | 健邦、技安、毛倫之友                                                                       |
| 陳偉洪 | 丘健邦  | 子健、技安、毛倫之友                                                                       |
| 李建邦 | 技 安   | 健邦、子健、毛倫之友                                                                       |
| 黃得生 | 毛 倫   | 健邦、技安、子健之友                                                                       |
| 張敬仁 | 家 希   | 守護動物協會的義工 與雞良彼此有好感                                                        |
| 黃奕晨 | 雞 良   | 守護動物協會的義工 與家希彼此有好感                                                        |
| 陳桂芬 | 秦映芳  | 協助老人家做拉筋運動                                                                       |
| 李曼筠 | 媚 媚   | 大明星                                                                                     |
| 劉朝健 | Bee     | 媚媚的經理人                                                                               |
| 顏子菲 | 小 慧   | 咖啡店店長                                                                                 |
| 李天翔 | 許志強  | 與睛睛準備結緍                                                                             |
| 梁又仟 | 馮晴晴  | 與志強準備結緍                                                                             |
| 王 維  | 明 望   | 明太的老公 因不夠地方住而將原本住的地方賣給李琪和成旭                                      |
| 蔡宛珊 | 明 太   | 明望的妻子                                                                                 |
| 劉家豪 | 明 仔   | 明望和明太兒子                                                                             |
| 岑樂怡 | 李 琪   | 成旭的妻子 買下明望的住宒                                                                  |
| 詹朗林 | 成 旭   | 李琪的老公                                                                                 |
| 沈殷怡 | 彭嘉鳴  | 可能是「???維度」中的人 在彭森開車時突然衝出，稱彭森為爸爸並昏迷，送院後發現身上有一組座標 |

#### 「？？？維度」
- 在彭嘉鳴的身找到該維度的座標或許該維度是彭嘉鳴的原生維度
- 崩壞的維度，高樓大廈殘破不堪，到處地板有裂痕

| 演員   | 角色  | 備註                                                                         |
| 栢天男 | 彭 森 | 通過座標來到該維度，在樹下草地裏發現一封黑信封，裡面藏有一空白紙張和兩張戲票 |

## 劇中特別用語解釋
| 用詞     | 意思 |
| 黑信封   | 人口控制公司職員執行任務的工具，任務單一、不涉犯罪行為，用於製造意外死亡事件。 一般由低級職員（普通職員）負責。 |
| 紅信封   | 人口控制公司職員執行任務的工具。任務繁多、並涉及犯罪行為。用於剷除不應存在於該世界的人，及因殺害人口控制公司高層而導致世界變異的人。紅信封任務全部完成後，世界將會穩定而不再產生變異。 一般由高級職員（組長／行政總裁／特使）負責。 |
| 莫莉奈斯 | 短刀 |
| 滅世計畫 | 影射新冠肺炎 |
| 開腦手術 | 特使入職前所施行的手術，完成後可記住所有時空記憶。在特使一職出現前，部分做過開腦手術的人體實驗品亦會獲得同樣能力。 |
| 撥亂反正 | 在行政總裁被殺後，世界會產生變動。修復變動的行為就是「撥亂反正」。方法有二： 1. 人口控制公司使用「紅信封」殺害本應不存在的人和造成世界變動者。此舉不會導致世界回到變動前，而是固定於當前時空。 2. 若有人先於「紅信封」殺害本應不存在者和造成變動者，便可回到原本世界行政總裁被殺死的時間點。而即使造成變動者在此之後未死亡，亦會被人口控制公司殺害。 |

## 每集標題
| 集數 | 首播日期      | 主題                 | 備註   |
| 01   | 2022年5月30日 | 特殊業務             |        |
| 02   | 2022年5月31日 | 現代人的戰場         |        |
| 03   | 2022年6月1日  | 一個陰謀同時展開     |        |
| 04   | 2022年6月2日  | 奇怪的任務           |        |
| 05   | 2022年6月3日  | 面對痛苦的方法       |        |
| 06   | 2022年6月6日  | 隱秘往事             |        |
| 07   | 2022年6月7日  | 十年的秘密           |        |
| 08   | 2022年6月8日  | 不可告人的關係       |        |
| 09   | 2022年6月9日  | 宿世淵源             |        |
| 10   | 2022年6月10日 | 可怕的真相           |        |
| 11   | 2022年6月13日 | 蝴蝶效應             |        |
| 12   | 2022年6月14日 | 撥亂反正             |        |
| 13   | 2022年6月15日 | 異世界的命運         |        |
| 14   | 2022年6月16日 | 似乎正重回正軌       |        |
| 15   | 2022年6月17日 | 神秘的任務           |        |
| 16   | 2022年6月20日 | 尋找重回舊世界的方法 |        |
| 17   | 2022年6月21日 | 虧欠                 |        |
| 18   | 2022年6月22日 | 回到舊世界           |        |
| 19   | 2022年6月23日 | 重獲新生             |        |
| 20   | 2022年6月24日 | 秘密                 |        |
| 21   | 2022年6月27日 | 再次觸發蝴蝶效應     |        |
| 22   | 2022年6月28日 | 翻天覆地的變化       |        |
| 23   | 2022年6月29日 | 不知如何是好         |        |
| 24   | 2022年6月30日 | 決戰拉開序幕         |        |
| 25   | 2022年7月1日  | 接手「滅世計劃」     |        |
| 26   | 2022年7月4日  | 滅世無望             | 結局篇 |
| 27   | 2022年7月5日  | 新的轉機             | 結局篇 |
| 28   | 2022年7月6日  | 大長老的計劃         | 結局篇 |
| 29   | 2022年7月7日  | 冥冥之中註定         | 結局篇 |
| 30   | 2022年7月8日  | 終極決戰             | 大結局 |

## 收視
| 集數                       | 播映日期                     | 電視直播收視 | 備註   |
| 冥冥之中製作特輯：意料之外 | 2022年5月28日                | 2.6點        | [ 4 ]  |
| 1－5                       | 2022年5月30日－2022年6月3日  | 3.3點        | [ 5 ]  |
| 6－10                      | 2022年6月6日－2022年6月10日  | 2.9點        | [ 6 ]  |
| 11－15                     | 2022年6月13日－2022年6月17日 | 3.1點        | [ 7 ]  |
| 16－20                     | 2022年6月20日－2022年6月24日 | 3.0點        | [ 8 ]  |
| 21－25                     | 2022年6月27日－2022年7月1日  | 2.8點        | [ 9 ]  |
| 26－30                     | 2022年7月4日－2022年7月8日   | 2.9點        | [ 10 ] |

## 記事
- 2021年2月21日：此劇於荃灣舉行開鏡拜神儀式。 [11]
- 2021年4月：此劇正式煞科。
- 2022年5月26日：本劇演員栢天男、郭羨妮、劉心悠、潘燦良、蘇志威、王維、袁綺雯、李天翔、吳啟洋及岑樂怡出席記者會，由虞逸峯擔任主持。

## 軼事
- 此劇為郭羨妮、陳嘉倩、李天翔及蘇志威首部參演之ViuTV電視劇，當中陳氏為首度參與電視劇的拍攝。[2]
- 此劇小演員朱家愛在現實中為郭羨妮的女兒。[12][13]
- 此劇共30集，是目前ViuTV集數最多的一小時自製劇。[14]
- ViuTV曾於2022年3月上旬播出宣傳片指《940920》、《反起跑線聯盟》及此劇會一連推出，但沒有公佈實際日期。不少觀眾自行推算日子後，誤以為此劇會接檔《反起跑線聯盟》時段在2022年4月11日首播，不過監製黃偉賢則在2022年4月1日指，此劇仍在趕製後期[15][16]，該時段因而改由選美真人騷《肥美人》接棒播映，播畢後一度播放tvN韓劇《Voice 聲命線 4》，最後此劇於同年的5月30日在該時段首播。[17]

## 外部連結
- ViuTV：冥冥之中 （页面存档备份，存于）
- MakerVille：冥冥之中 （页面存档备份，存于）
- 豆瓣电影上《冥冥之中》的資料 （简体中文）

| 香港 ViuTV 星期一至五 21:30－22:30 | 香港 ViuTV 星期一至五 21:30－22:30       | 香港 ViuTV 星期一至五 21:30－22:30 |
| ---------------------------------- | ---------------------------------------- | ---------------------------------- |
|                                    | 冥冥之中 （2022年5月30日－2022年7月8日） |                                    |
| （2022年5月2日－2022年5月27日）    | I SWIM （2022年7月11日－2022年7月22日）  |                                    |

| 加拿大 新時代電視1高清台 西岸時間／溫哥華 星期一至五 20:05－21:00 | 加拿大 新時代電視1高清台 西岸時間／溫哥華 星期一至五 20:05－21:00 | 加拿大 新時代電視1高清台 西岸時間／溫哥華 星期一至五 20:05－21:00 |
| ----------------------------------------------------------------- | ----------------------------------------------------------------- | ----------------------------------------------------------------- |
|                                                                   | 冥冥之中 （2022年6月15日－2022年7月26日）                         |                                                                   |
| 寶寶大過天 （2022年5月11日－2022年6月14日）                       | I SWIM （2022年7月27日－2022年8月10日）                           |                                                                   |
| 東岸時間／多倫多 星期一至五 20:05－21:00                          |                                                                   |                                                                   |
| 寶寶大過天 （2022年5月11日－2022年6月14日）                       | 冥冥之中 （2022年6月15日－2022年7月26日）                         | I SWIM （2022年7月27日－2022年8月10日）                           |